# Svetelka
Svetelka je razpotegnjeno naselje v Občini Šentjur, ki se nahaja na severozahodnem obrobju Voglajnskega gričevja, ob cesti Dramlje - Marija Dobje. Nahaja se v neposredni bližini Dramelj in se na jugovzhodu z novimi hišami že stika z njimi. Na okoliških pobočjih sta zaselka Glažuta in Vodence. V Dramljah je župnijska cerkev sv. Marije Magdalene, pokopališče, osnovna šola, kulturni dom, več trgovin.

## Zgodovina
Prvi znani lastnik močvirnatega območja Dramelj je bil žički samostan, ki je imel tu lokalni samostanski urad (pristavo). Kartuzijani so uredili ribnike, saj so ribogojništvu  povečali veliko pozornost, ker drugega mesa zaradi redovnih pravil niso smeli uživati. V 14. stoletju je območje prešlo v roke celjskih grofov.